# Airest
Airest – estońska linia lotnicza z siedzibą w Tallinnie, założona w 2001. Wykonuje połączenia cargo ze swoich baz na lotniskach w Billundzie, Goteborgu, Jönköping i Karlsruhe.

## Flota
Według stanu na kwiecień 2025 flota Airest składała się z 8 samolotów o średnim wieku 36,8 lat:
| Samolot  | Samolot | Samolot   | Uwagi |
| Model    | Aktywne | Zamówione | Uwagi |
| -------- | ------- | --------- | ----- |
| ATR 72   | 1       | -         |       |
| Saab 340 | 7       | -         |       |
| Łącznie  | 8       | 0         |       |